# Isabelle Gagné
Isabelle Gagné, aussi connue sous le nom de MissPixels, est une artiste multimédia, illustratrice et designer québécoise née le 19 avril 1970 à Boisbriand, dans la région administrative des Laurentides. Elle est considérée comme une pionnière de la phonéographie (mobile art) au Canada,,.

## Biographie
Née le 19 avril 1970 à Boisbriand, au Québec, c’est en 2009 qu’Isabelle Gagné (MissPixels) se tourne vers la phonéographie, en utilisant des appareils mobiles comme principaux médiums d’expression artistique.
Ayant fait ses études à l'Université du Québec à Montréal, elle détient un baccalauréat en arts visuels et un autre en design graphique.
Isabelle Gagné produit des œuvres d'art qui incluent autant la photographie que la poésie ou les archives numérisées, en plus d'avoir recours à des « bots informatiques » qui sont déployés sur Internet,. Par exemple, son projet Hektor est un bot qui crée et diffuse des images sur Twitter (@Hektor_Bot) à partir de ses propres photos ainsi que des photos de la population du village de Saint-Camille.
Elle a créé le groupe iPhoneography Montreal. Considérée comme pionnière en art mobile, Isabelle Gagné (MissPixels) a également fondé le Mouvement Art Mobile (MAM) avec Sven et Erik Beck (beckibecko),. Avec ce collectif, elle a participé au projet Si tu connais un lien... qui a été présenté au Musée de la civilisation à Québec en 2018. Ce projet d'installation met de l'avant des micro-poèmes qui sont lus par des voix synthétiques et qui sont aussi diffusés simultanément en ligne sous forme de tweets. En 2022, elle cofonde le collectif Bleu diode avec Sven Buridans avec le déploiement de l'oeuvre hypermédiatique l'Arpenteur en collaboration avec l'artiste pluridisciplinaire Jean-Yves Fréchette. 
En 2024, elle reçoit le prix du CALQ, artiste de l'année des Laurentides. En 2025, elle est l'artiste sélectionnée par l'Assemblée nationale du Québec et le Conseil des arts et des lettres du Québec pour la création d'une œuvre commémorant le 85e anniversaire du droit de vote et d’éligibilité des femmes. Son travail a été présenté dans de nombreuses expositions solo et collectives au Canada et dans plusieurs pays, dont les États-Unis, l’Angleterre, l’Allemagne et le Japon.
L'artiste donne parfois des conférences sur sa démarche artistique et sur la création numérique,. Elle anime aussi des ateliers de création en art mobile.
Elle effectue des résidences de création dans différents lieux, dont le centre d'artistes Zocalo, le Centre Sagamie et les Rencontres internationales de la photographie en Gaspésie.
Les images d'archives servent parfois de matériaux de départ pour sa création, et la participation du public fait partie intégrante de certaines oeuvres.

## Œuvres

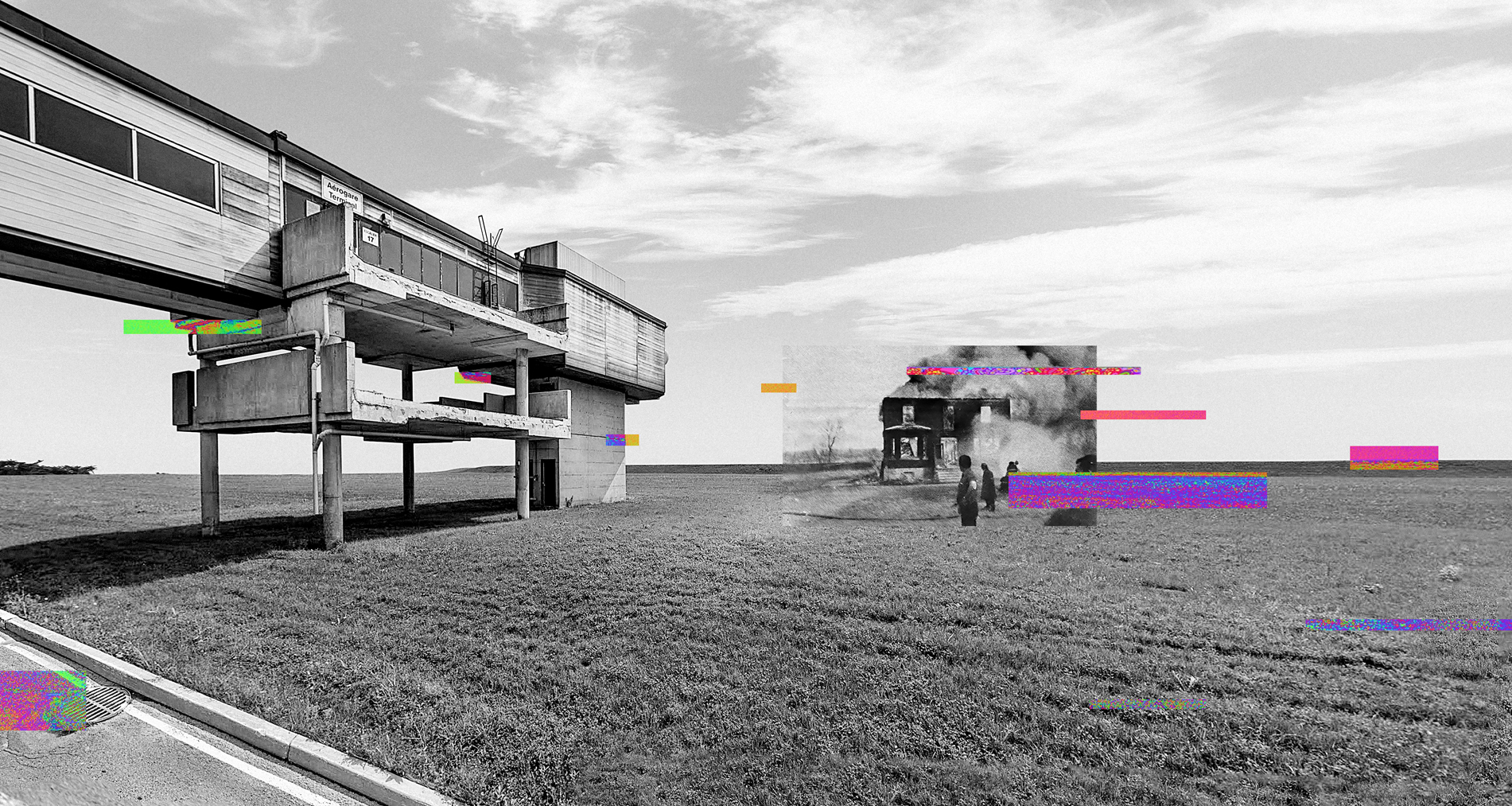
Extrait de l'oeuvre CYMX de l'artiste Isabelle Gagné

- Pixels Fossiles 2011 Première exposition en art mobile présentée dans ces centres d’exposition aux Québec - 2011 à 2014
- Sending Data - 2013
- Love Sucks - 2013
- #Nightmare billboard - Hashtag Project - 2012
- Winter Stripes Salem - Hashtag project - 2012
- Te revoir - Hashtag project - 2012
- Sending data from Paris - 2012
- Winter Stripes - Art For Healing, Exposée à l’hôpital Saint-Luc en permanence - 2012
- Digital trace - Exposée au Musée d’art contemporain des Laurentides dans le cadre de l’exposition REPÉRAGES de Loto-Québec - 2013
- RETWEET - À la Galerie Magog dans le cadre de l’exposition PERSP3CTIVES - 2014
- Paysages fracturés - Au Mois de la photo de Montréal - 2015
- Avec le courant, je m'en souviens - 2016
- Stratotype Digital-ien - 2017
- Pröspect - 2018
- Projet Hektor ; poésie de Gaston Gouin[24]
- Diagenèse[25] - 2022
- CYMX - 2022
- Réminescence - 2023
- Ce qu'il reste - 2023
- Mémoires vivantes - 2023
- Diagénèse, terrain de fouille numérique - 2023
- Mémoires vivantes - 2023
- Habiter le vent - 2024
- À hauteur d'X - 2025

Avec Le Mouvement art mobile (MAM) :
- Éphemerides Mobiles - 2013
- TRANSFERT - 2013
- Si tu connais un lien - 2018

Avec Bleu diode) :
- L'Arpenteur - 2022

## Expositions solo
- 2012 : Te Revoir -  Espace W.illi.am - Montreal, Canada.
- 2012 : Pixels Fossiles - Centre d’Arts Léo-Ayotte - Shawinigan, Canada.
- 2013 : Sending Data - Irohani Gallery – Osaka, Japon[26],[27].
- 2013 : Pixels Fossiles - Centre d’art Rotary - La Sarre, Canada.
- 2014 : Pixels Fossiles - Maison de la culture d’Amos – Centre d’exposition - Amos, Canada.
- 2014 : Pixels Fossiles - Centre d’exposition de Rouyn-Noranda - Rouyn-Noranda, Canada.
- 2014 : Pixels Fossiles - Centre National d’exposition - Saguenay, Canada.
- 2017 : Stratotype Digital-ien[28] - Topo, laboratoire d'écritures numériques - Montréal, Canada.
- 2018 : Stratotype Digital-ien[29] - Centre d'artistes Vaste et Vague - Gaspésie, Canada.
- 2019 : Pröspect[30] - Œuvre réseau - Québec, Canada.
- 2022 : CYMX - Œuvre réseau - Québec, Canada.
- 2024 : Habiter le vent - Arrondissement Rivière-des-Prairies et Pointe-aux-Trembles - Montréal, Canada[31].
- 2025 : À hauteur d'X - Assemblée nationale du Québec - Québec, Canada[32].

## Expositions collectives
- 2009 : Pixel at an exhibition – Giorgi gallery - Californie, États-Unis.
- 2010 : iPhoneography and the automobile – Daddario showroom - Milan, Italie.
- 2010 : Kahbang 2010 – music. art. film festival - Bangor (Maine), États-Unis.
- 2010 : eyephoneography – Madrid Hub - Madrid, Espagne[33].
- 2010 : Who am i-Phone? – Four and a half gallery - Melbourne, Australie.
- 2010 : i.Phoneography.EU – FIAF Gallery Arteparte - Italie.
- 2010 : iPhoneography @ Apple store – Apple Store - Sidney. Australie.
- 2011 : Architecture – The MMS Gallery. Philadelphia. USA.
- 2011 : Food – The MMS Gallery. Philadelphia. USA.
- 2011 : Mobile Eyephoneography – FNAC Madrid - Espagne.
- 2011 : Mobile Art Con – New York University, Tisch School of the Arts - New York. USA.
- 2011 : Mobile Eyephoneography – FNAC Barcelona - Spain.
- 2011 : Pixels this exhibition – The Gallery on the Corner - London. UK.
- 2012 : iPhoenography Miami – ArtSpace Gallery - Miami. USA.
- 2012 : Unlock – Visual Voice Contemporary Art Gallery - Montreal. Canada[34].
- 2012 : New Vintage Verticular Letter – Mota Italic Art Gallery - Berlin. Germany.
- 2012 : Update Visual Dialogs – The Lunch Box Art Gallery - Miami. USA.
- 2013 : LOVE (Just a chemical reaction?) – Factory Art Gallery - Berlin. Germany.
- 2013 : Je me souviendrai – Semaine de la citoyenneté – Cégep Vieux-Montréal. Canada.
- 2013 : Éphémérides Mobiles - Montréal Art Mobile – Moment Factory - Montréal. Canada.
- 2013 : Transfert – Montréal Art Mobile - Dans les rues de Montréal - Montréal. Canada.
- 2014 : International Art Exhibition Bridge 2014 – Irohani Gallery - Osaka Sakai Gyarariirohani. Japon.
- 2014 : Repérage de Loto-Québec – Musée d'art contemporain des Laurentides - Canada. Commissaire: Andrée Matte.
- 2014 : PERSP3CTIVE (MAM) – Galerie Théâtre Art Contemporain de Magog - Magog. Canada. Commissaire: Jean-Michel Correira[35],[36].
- 2015 : Paysages fracturés – Maison de la culture Frontenac - Montréal - Mois de la photo de Montréal, biennale de l'image contemporaine[37]. Commissaire: Joan Fontcuberta.
- 2016 : Mobilisations, l'art mobile au Québec. Première rétrospective en art mobile – Maison des arts Brompton - Sherbrooke. Canada[38].
- 2016 : Walking Mary – Espace CC - Montréal, Canada[38].
- 2016 : Mains Libres – Espace public Avenue Mont-Royal - Montréal, Québec, Canada. Commissaire: Mouvement art mobile.
- 2017 : Mobilisations, l'art mobile au Québec – Maison de la culture Mercier, Galerie du Rift, Maison de la culture Amos - Canada.
- 2018 : Mobilisations, l'art mobile au Québec – Centre d’exposition Lethbridge - Montréal, Canada
- 2018 : Stratotype Digital-ien[39] – Rencontres internationales de la photographie en Gaspésie - Gaspésie, Canada.
- 2022 : L'Arpenteur[40] – Collectif Bleu diode - Topo Laboratoire d’écritures numériques - Montréal, Canada.
- 2023 : Archiver le futur — Galerie d'art du Parc - Trois-Rivières, Canada. Commissaire: Karine Bouchard[41]

## Prix et honneurs
- 2013 : Les prix du magazine canadien. Prix Argent dans la catégorie "Creative photography" pour Canadian Geographic[47]
- 2018 : Finaliste aux Prix Numix pour Stratotype Digital-ien[48]
- 2019 : Finaliste aux Prix Numix pour Pröspect[49]
- 2021 : Finaliste aux Prix Numix pour Tracés de voyage[50]
- 2023 : Finaliste aux Prix Numix pour CYMX[51]
- 2024 : Prix du CALQ - Artiste de l'année dans les Laurentides[52]